# Llangernyw
Llangernyw − wieś w Walii, w hrabstwie Conwy, 40 km na zachód od Liverpoolu. 67% mieszkańców posługuje się językiem walijskim. Wieś jest znana ze względu na cis z Llangernyw, uważany za jeden z najstarszych żywych organizmów na świecie.